# Jacob de Jong
Jacob de Jong est un gouverneur intérimaire du Ceylan néerlandais.